# Цепная передача
Цепная передача — механическая передача энергии вращением, состоящая как минимум из двух зубчатых колёс (ведущего и ведомого) и связывающей их роликовой цепи, посредством которой и происходит перенос энергии с колеса на колесо. Одновременно с переносом энергии обычно выполняет функцию редуктора или мультипликатора. Требует строгой параллельности осей вращения зубчатых колёс, но не требует строго  неизменного межосевого расстояния между зубчатыми колёсами, а при применении натяжителя цепи и вообще может работать при постоянно меняющемся межосевом расстоянии. Имеет неизменное передаточное отношение для каждой пары колёс, причём число зубьев обеих колёс в таких случаях стараются делать взаимно простым, чтобы обеспечить равномерность износа как самих зубьев колёс, так и звеньев цепи. Также цепная передача применяется в вариаторах, но конструктивная специфика такой цепной передачи отличается от общего принципа, описанного выше.

## Характеристики
Цепные передачи универсальны, просты и экономичны. По сравнению с зубчатыми передачами (см. Зубчатая передача) они менее чувствительны к неточностям расположения валов, ударным нагрузкам, допускают практически неограниченные межцентровые расстояния, обеспечивают более простую компоновку, большую подвижность валов друг относительно друга. Цепная передача может быть сделана почти бесшумной в работе, при гораздо большей технологической простоте по сравнению с бесшумными косозубыми шестернями, из-за чего на заре автомобилизма нередко применялась в коробках передач дорогих автомобилей. В сравнении с ремёнными передачами (См. Ремённая передача) они характеризуются следующими достоинствами: отсутствие проскальзывания и постоянство среднего передаточного отношения; отсутствие предварительного натяжения и связанных с ним дополнительных нагрузок на валы и подшипники; передача большой мощности как при высоких, так и при низких скоростях; сохранение удовлетворительной работоспособности при высоких и низких температурах; приспособление к любым изменениям конструкции удалением или добавлением звеньев.
Достоинства:
- большая прочность стальной цепи по сравнению с ремнем позволяет передать цепью большие нагрузки с постоянным передаточным числом и при значительно меньшем межосевом расстоянии (передача более компактна);
- возможность передачи движения одной цепью нескольким звездочкам;
- по сравнению с зубчатыми передачами — возможность передачи вращательного движения на большие расстояния (до 7 м);
- сравнительно высокий КПД (> 0,9 ÷ 0,98);
- отсутствие скольжения;
- малые силы, действующие на валы, так как нет необходимости в большом начальном натяжении;
- возможность легкой замены цепи.

Недостатки:
- удлинение цепи с износом;
- сравнительно высокая стоимость цепей;
- невозможность использования передачи при реверсировании без остановки;
- передачи требуют установки на картерах;
- сложность подвода смазочного материала к шарнирам цепи;
- скорость движения цепи, особенно при малых числах зубьев звездочек, не постоянна, что вызывает колебания передаточного отношения.

Цепная передача применяются в сельскохозяйственных машинах, велосипедах, мотоциклах, автомобилях, строительно-дорожных машинах, в нефтяном оборудовании и т. д. Преимущественное распространение имеют открытые цепные передачи, работающие без смазки, или с периодической ручной смазкой, с однорядными втулочно-роликовыми цепями, непосредственно встроенные в машины.

## Классификация цепей
- По назначению:
  - приводные цепи
  - тяговые цепи
  - грузовые цепи.

В некоторых механизмах грузоподъёмные цепи, например, цепная таль с ручным приводом, играют роль приводных цепей.

## ГОСТы
| Стандарт        | Наименование |
| ГОСТ 191-82     | Цепи грузовые пластинчатые. Технические условия                                                                    |
| ГОСТ 228-79     | Цепи якорные. Общие технические условия                                                                            |
| ГОСТ 588-81     | Цепи тяговые пластинчатые. Технические условия                                                                     |
| ГОСТ 589-85     | Цепи тяговые разборные. Технические условия                                                                        |
| ГОСТ 13552-81   | Цепи приводные зубчатые. Технические условия                                                                       |
| ГОСТ 13568-97   | Цепи приводные роликовые и втулочные. Общие технические условия                                                    |
| ГОСТ 23540-79   | Цепи грузовые пластинчатые с закрытыми валиками. Технические условия                                               |
| ГОСТ 25996-83 Е | Цепи круглозвенные высокопрочные для горного оборудования. Технические условия                                     |
| ГОСТ 24399-80   | Цепи роликовые. Термины и определения                                                                              |
| ГОСТ 12996-90   | Цепи тяговые вильчатые. Технические условия                                                                        |
| ГОСТ 13561-89   | Звездочки для грузовых и тяговых круглозвенных цепей. Методы расчета и построения профиля зубьев                   |
| ГОСТ 13576-81   | Звездочки для приводных зубчатых цепей. Методы расчета и построения профиля зубьев. Предельные отклонения          |
| ГОСТ 591-69     | Звездочки к приводным роликовым и втулочным цепям. Методы расчета и построения профиля зуба и инструмента. Допуски |
| ГОСТ 21834-87   | Цепи приводные роликовые повышенной прочности и точности. Технические условия                                      |
| ГОСТ 25996-97   | Цепи круглозвенные высокопрочные для горного оборудования. Технические условия                                     |
| ГОСТ 30442-97   | Цепи приводные роликовые для велосипедов. Технические условия                                                      |